# BioEnergie Taufkirchen
BioEnergie Taufkirchen ist ein mit naturbelassenem Holz befeuertes Biomasseheizkraftwerk in Taufkirchen bei München, Ortsteil Potzham.
Die Anlage erzeugt nach dem Prinzip der Kraft-Wärme-Kopplung elektrische Energie, die ins öffentliche Netz eingespeist wird und Heizwärme für ein lokales Fernwärmenetz. Hauptabnehmer für Wärme ist die GEWOFAG, ein größerer Abnehmer das Phönix-Bad Ottobrunn. Die Anlage verwertet etwa 85.000 t/a naturbelassenes Holz (Hackschnitzel, Grünschnitt, Rinde und Altholz der Klasse A1).
Die erste Feuerungs- und Kesselanlage mit 11 MW Feuerungsleistung wurde im Jahre 2000 in Betrieb genommen (Hersteller: ABB); eine zweite Linie mit etwa 20 MW Feuerungsleistung wurde 2003 hinzugebaut (Hersteller: Wulff). Beide Kessel speisen dieselbe Gegendruck-Dampfturbine (Hersteller: KKK) und denselben Heizkondensator.
Die Anlage stand zeitweise wegen Überschreitung von Abgasgrenzwerten in der Kritik.
Der Betreiber plant, die Anlage um einen Geothermie-Teil zu erweitern und damit „Deutschlands erstes Hybridkraftwerk aus Biomasse und Geothermie“ zu schaffen.
Das Bundeskartellamt prüfte ab 28. Dezember 2018 die Übernahme des  Unternehmens durch die Stadtwerke München (SWM). Am 4. Juni 2019 wurde die BioEnergie Taufkirchen von den Stadtwerken München übernommen.